# FK Radnički Pirot
 FK Radnički Pirot ist ein serbischer Fußballklub aus der Stadt Pirot. Der Verein wurde 1945 gegründet und spielt seit 2006 entweder in der dritten Liga Ost (Srpska liga Istok) oder der zweitgrößten Spielklasse des Landes (Prva liga). Die Saison 2023/24 beendete der Fußballklub auf Platz 4 der dritten Liga Ost. Das Heimstadion des Vereins ist das Stadion Dragan Nikolić, das in den 1960er-Jahren eröffnet wurde und gegenwärtig 13.816 Zuschauern Platz bietet.